# Житковский, Алексей Витальевич
Алексей Витальевич Житковский (род. 29 июня 1982, Омск, СССР) — российский драматург, режиссер, сценарист. 

## Биография
Алексей Житковский родился 29 июня 1982 года в Омске. В 2004 году окончил химический факультет Омского государственного университета. В 2015 году окончил сценарный факультет Всероссийского государственного института кинематографии (мастерская Леонида Нехорошева).
В 2015 году пьеса Житковского "Мизантроп" получила Первую премию на международном конкурсе драматургов "Евразия" Николая Коляды. В 2016 году документальный фильм "Памятник" вошел во внеконкурсную программу фестиваля "Артдокфест".
В последующие годы Житковский становился победителем и финалистом крупнейших конкурсов и фестивалей драматургии, среди которых: фестиваль молодой драматургии «Любимовка», конкурс «Евразия», «Действующие лица» театр Школа современной пьесы, «Первая читка», «Авторская сцена» Союза театральных деятелей РФ и других.
В 2017 году документальная пьеса о защите прав репрессированных «Лета.doc» была представлена в Театре.doc в рамках проекта «Охота за реальностью», а также в программе МХТ им. А.П.Чехова «Круг чтения» (реж. Марина Брусникина) и на фестивале «За!текст» в Екатеринбурге.
В 2018 году пьеса «Горка» была признана пьесой года на конкурсе современной драматургии «Кульминация».
Живет в Нижневартовске.
В 2022 году выступил против вторжения России на территорию Украины.

## Оценки творчества
Настя, молодая воспитательница детского сада «Сибирячок», умеет за себя постоять. Она приобрела бронебойные качества в ежедневном сражении с холодным жёстким и требовательным миром вокруг. Но всё меняется, когда её обозлённое сердце сталкивается с аномалией, с беззащитной невинной крошкой, маленьким мальчиком Озодом, не умеющим толком говорить. Деловитость и агрессивность меняется на ещё не ведомую Насте материнскую нежность, инстинкт гуманного отношения к человеку. Пьеса нижневартовского автора написана в жанре страстотерпия, жития: плавится в огне страстей в схватке с невыносимой реальностью маленький, героический человек, выковывая себе новый характер и новые связи. Павел Руднев, театральный критик

## Произведения

### Пьесы
- «Мизантроп»[21]
- «Посадить дерево»
- «Лета.doc»[22]
- «Дятел»
- «Полголовы»[23]
- «Горка»[7][24]
- «Битва за Мосул»
- «ШОП»[25]
- «Фуня»[26]
- «Мама-шар»[27]
- "Космос"

## Спектакли
- «Ризома», театр ОСА, Рига, Латвия (реж. Родион Кузьмин-Рейзвих)[28][29]
- «Посадить дерево», Городской драматический театр, Нижневартовск (реж. Маргарита Зайчикова)[30]
- «Мизантроп», Центр современной драматургии, Екатеринбург (реж. Александр Вахов)[31][32]
- «Мизантроп», Театральная лаборатория, Киев (реж. Евгений Галкин)
- «Кульминация», Мастерская Дмитрия Брусникина, школа-студия МХАТ (реж. Д. Брусникин)[33]
- «Дятел», Центр театрального мастерства, Нижний Новгород (реж. Александр Сучков)[34][35]
- «Горка», Театр для детей и молодежи, Кемерово (реж. Никита Бетехтин)
- "Горка", Ачинский драматический театр, Ачинск, Красноярского края (реж. Артём Терёхин)

## Фильмография

### Режиссер
2016 – «Памятник», документальный фильм

### Сценарист
2017 – «Исповедь мизантропа», реж. Татьяна Жукова
2018 – «Звезды», реж. Александр Новиков-Янгинов

## Публикации
Алексей Житковский. Посадить дерево // Современная драматургия: журнал. №1. — М.: 2017
Алексей Житковский. Дятел // Пьесы года 2017: (Сборник драматических произведений). М.: Благотворительный Фонд поддержки деятелей культуры и искусства «Стремление», 2017
Алексей Житковский. Дятел // Лучшие пьесы — 2017: (Сборник). — Москва: Издательство «Лайфбук», 2018
Алексей Житковский. Дятел // Современная драматургия: журнал. №2. — М.: 2018
Алексей Житковский. Дятел // Сюжеты [Текст] : [сборник пьес] / Союз театральных деятелей России. - Москва : Союз театральных деятелей России, № 34
Алексей Житковский. Горка // Пьесы года 2018: (Сборник драматических произведений). М.: Благотворительный Фонд поддержки деятелей культуры и искусства «Стремление», 2018
Алексей Житковский. Горка // Современная драматургия: журнал. №1. — М.: 2019